# Ernst Preuse
Ernst Preuse (vor 1886 in Stettin – nach 1904) war ein deutscher Opernsänger (Tenor).

## Leben
Preuse begann seine Bühnenlaufbahn 1886 in Königsberg, kam 1887 nach Altenburg, 1888 nach Chemnitz, 1889 nach Elberfeld, 1891 nach Breslau, 1892 nach Riga, wirkte von 1893 bis 1898 in Danzig, sodann in Nürnberg und trat 1899 in den Verband des Stadttheaters Straßburg, wo er als „Jäger“ im Nachtlager debütierte.
Preuse war ein sehr verwendbarer Sänger und vertrat das Fach des lyrischen Tenors mit Erfolg. Zu seinen bemerkenswertesten Rollen zählten u. a. „Trompeter“, „Wolfram“, „Onegin“, „Jäger“ etc.
Er heiratete am 26. Juli 1904 die Opernsängerin Margarete Matzenauer.